# Svatopluk I al Moraviei
Svatopluk I (n. 840 d.Hr. – d. 894 d.Hr.), aparținând Dinastiei Mojmir, a fost principe de Nitra (850 – 871) și rege al Moraviei Mari (871 – 894). În timpul domniei sale Moravia Mare a atins expansiunea teritorială maximă.

## Domnie

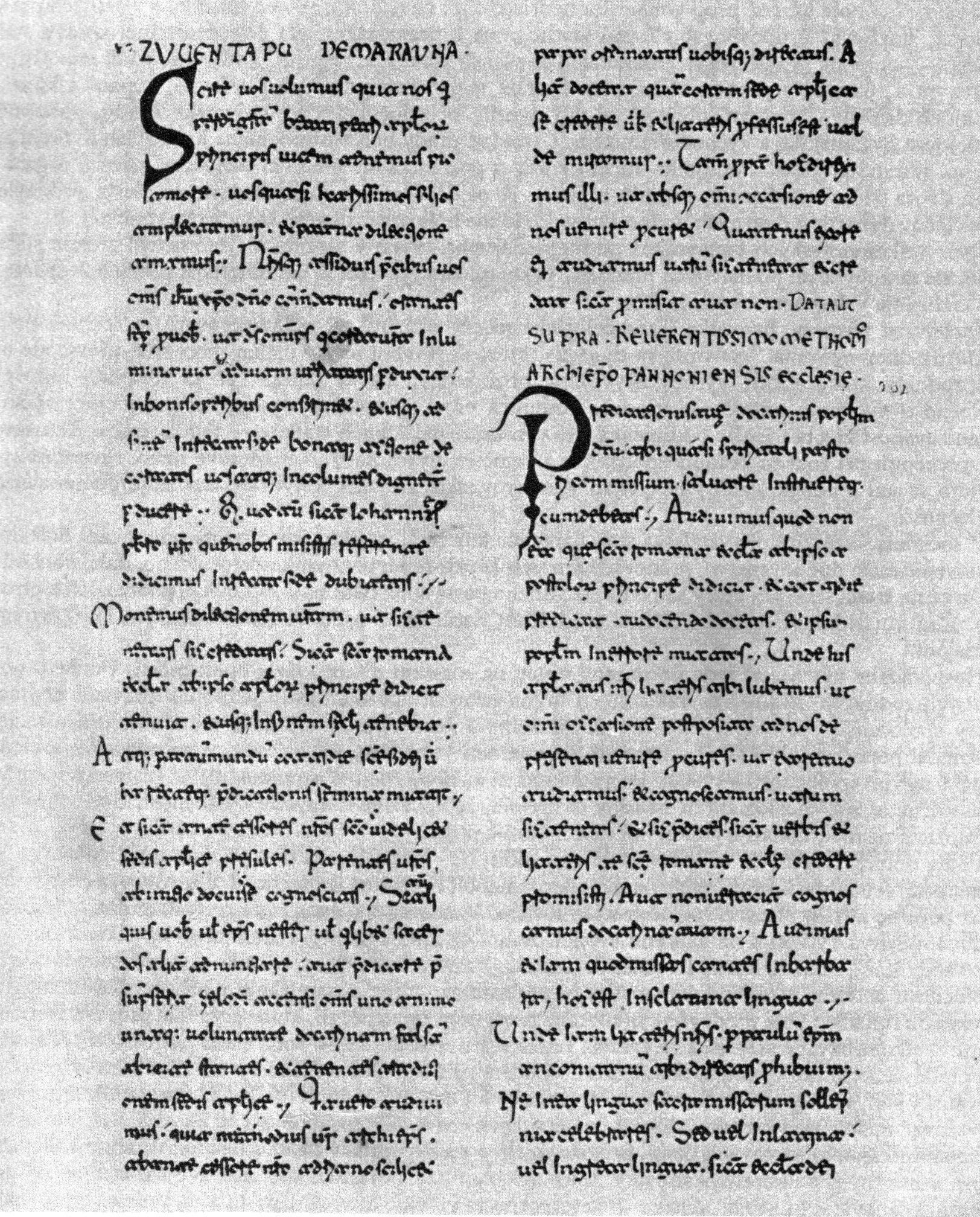
Bula papală Scire vos volumus (879), emisă pentru Svatopluk I

Svatopluk a guvernat inițial în Nitra sub suzeranitatea unchiului său, Rastislav, regele Moraviei Mari. Datorită unei dispute cu Rastislav, Svatopluk s-a aliat în 870 cu Carloman al Bavariei, fiul regelui franc, Ludovic Germanul. După ce supraviețuit unui complot, Svatopluk a lansat un atac deschis împotriva unchiului său Rastislav, capturându-l în cele urmă. În același an Carloman l-a acuzat de nerespectarea jurământului de loialitate și l-a întemnițat în Bavaria. Ca lider al rezistenței populare împotriva ocupației francilor s-a remarcat preotul Slavomír (din Dinastia Mojmír). Svatopluk a fost în scurt timp eliberat și trimis cu întăriri france înapoi în Moravia Mare, dar s-a aliat în secret cu Slavomír și, după ce a înfrânt trupele france, a devenit conducătorul Moraviei Mari în 871. Trei ani mai târziu (874), a încheiat pace cu regele Ludovic Germanul și fiii săi. În 880 papa Ioan al VIII-lea a declarat regatul său „sub protecția Sfântului Petru” ceea ce însemna un statut de egalitate juridică cu Francia Răsăriteană. Papa a organizat, de asemenea, o provinicie ecleziastică independentă în Moravia Mare, condusă de arhiepiscopul Metodiu, și a creat un episcopat în Nitra.